# 인터넷 오프브로드웨이 데이터베이스
인터넷 오프브로드웨이 데이터베이스(Internet Off-Broadway Database, IOBDb)는 오프 브로드웨이에서 상연되는 연극 작품의 데이터베이스 사이트이다.

## 같이 보기
- 인터넷 브로드웨이 데이터베이스